# Quatre-Temps
Pour les articles homonymes, voir Quatre Temps.
Les Quatre-Temps sont, dans le calendrier liturgique catholique, un temps de jeûne au commencement de chacune des quatre saisons.

## Description
Dans chacune des quatre saisons de l'année, il y a une semaine dite des Quatre-Temps dont le mercredi, le vendredi et le samedi sont fixés comme jours de jeûne et d'abstinence et pourvus de formules de prières propres.
Ce cycle trimestriel lié aux saisons existe dans la liturgie romaine à côté du cycle annuel depuis la plus haute Antiquité. Ainsi, le pape Léon le Grand a laissé une série de sermons pour les Quatre-Temps.
Les Quatre-Temps étaient aussi des périodes d'ordinations sacerdotales.
À la fin du Moyen Âge, les jours des Quatre-Temps étaient encore des fêtes d'obligation. Ils figurent dans le Missel de rite tridentin mais depuis la réforme liturgique qui a suivi le concile de Vatican II, ils sont devenus moins courants dans la pratique catholique.
Le cérémonial des évêques (Cæremoniale Episcoporum) de 1984 recommande de prier aux Quatre-Temps « pour les divers besoins des hommes, en particulier pour les fruits de la terre et les travaux des hommes » et laisse aux conférences épiscopales le soin de régler la manière de les célébrer.
Les semaines des Quatre-Temps sont fixées comme suit :
- la semaine qui suit le premier dimanche du Carême ;
- la semaine de la Pentecôte ;
- la semaine suivant la fête de la Sainte Croix (14 septembre) ;
- la semaine suivant le troisième dimanche de l'Avent.